# Akademischer Ruderbund
Der Akademische Ruderbund (ARB) von 1904 ist der Dachverband der meisten Ruderverbindungen (Studentenverbindungen) in Deutschland.
- Couleur: freigestellt
- Mensur: freigestellt
- Mitgliederstruktur: freigestellt

Die ersten Rudersport-Korporationen gründeten sich in einer Zeit, in der angehende Akademiker bzw. Angehörige von Korporationen auf gesellschaftliche Anerkennung größten Wert legen mussten. Es stellte allgemein eine gesellschaftliche Unmöglichkeit dar, sich in Sportkleidung und mit kurzen Hosen in der Öffentlichkeit zu präsentieren. Von diesen Umständen unbeeindruckt gründeten sich die ersten Rudergemeinschaften an Universitäten und waren somit Vorläufer des heute sehr beliebten und anerkannten Rudersports an Hochschulen.
Damals wie heute wird auf einen jungen und frischen Geist, aber auch auf stilvolle Zusammenkünfte großen Wert gelegt. Der Sport dient als verbindendes Element zwischen den teilweise sehr verschiedenen Verbindungen, Clubs und Vereinen. Das Rudern steht auch heute noch im Mittelpunkt. Das Ziel ist die Zusammenkunft selbstständiger und unabhängiger Gemeinschaften für den kulturellen, sportlichen und geistigen Austausch.

## Geschichte

### Gründung
Der Ruderbund wurde am 15. Oktober 1904 gegründet, als in Hannover Vertreter
- des Akademischer Ruderclub Rhenus Bonn,
- des Akademischen RC zu Berlin,
- des Akademischen RV Berlin-Grünau,
- des Akademischen Ruder- und Ballspiel-Verein Hannover,
- des Akademischen RV Karlsruhe und
- der Akademischen Ruderverbindung Münster

zu einer konstituierenden Versammlung zusammentraten, um einen Zusammenschluss der meisten damals bestehenden Ruderkorporationen zu beschließen. Die Adresse sollte fortan die des Bootshauses ARV Berlin-Grünau in Grünau sein. Der erste Vorstand des ARB war cand. iur. Hans Kuschel der gleichzeitig Vorstand des ARV Berlin-Grünau war. Insgesamt handelte es sich um 560 Mitglieder. Jede Kooperation hatte eine Einlage von 20 Mark zu zahlen bei einem Semesterbeitrag von 1 Mark.
Zum 1. April 1906 gehörten dem ARB folgende Vereine an:
- Akademischer Ruderclub Rhenus Bonn,
- Akademischer RC zu Berlin,
- Akademischer RV Berlin-Grünau,
- Akademischer Ruder- und Ballspiel-Verein Hannover,
- Akademischer RV Karlsruhe und
- Akademische Ruderverbindung Münster
- Akademische Ruderverbindung „Markomannia“ Leipzig

Der Vorstand wechselt jährlich unter den zugehörigen Korporationen, dem Alter der letzteren nach.

### Deutsches Kaiserreich und Weimarer Republik (1904–1933)
Nach der Gründung des ARB im Jahr 1904 als Dachverband der Ruderverbindungen Deutschlands wurde in den Mitgliedskorporationen sowohl intensiv gerudert als auch intensiv gefochten. Die Mitgliedsbünde des ARB hatten als waffenstudentisches Prinzip die unbedingte Satisfaktion auf schweren Säbel, wobei das Fechten von Mensuren nur im Wintersemester erfolgte, um nicht um die Früchte des Rudertrainings gebracht zu werden. In der Frühzeit des ARB gelang es nicht recht, neue Mitgliedsbünde zu akquirieren, dafür wurde umso mehr gerudert, und diverse regionale und überregionale Regatten konnten von den Mitgliedsbünden, allen voran der ARV zu Berlin, gewonnen werden.
Im Jahr 1914 fand in Bamberg ein feierliches Treffen aller ARB-Bünde statt, bei dem auch eine festliche Regatta veranstaltet wurde. Nach dem Ersten Weltkrieg, genauer zwischen den Jahren 1924 und 1932, sah sich der ARB in seiner Blütezeit. So konnten die Ruderverbindungen aus Hamburg, Danzig, Königsberg, Frankfurt am Main und Köln als neue Mitgliedsbünde gewonnen werden. Auch im gesellschaftlichen Leben der Goldenen Zwanziger spielten die ARB-Bünde in ihren Universitätsstädten eine nicht unerhebliche Rolle. Im Jahr 1927 fand das erste feierliche Treffen der Ruderkorporationen auf der Hohensyburg in Dortmund statt, welches von da an jährlich wiederholt werden sollte.
Der Ruderbund setzte sich zusammen aus folgenden Verbindungen und Vereinen:
- Akademischer Ruderclub Rhenus Bonn (1890)
- Akademische Ruderverbindung „Westfalen“ Münster (1891)
- Akademischer Ruderclub zu Berlin (1895)
- Akademische Ruderverbindung Berlin-Grünau (1891)
- Akademische Ruderverbindung „Angaria“ Hannover (1902)
- Akademische Ruderverbindung „Rheno-Frankonia“ Frankfurt (1919)
- Academischer Ruderclub Hamburg (1920)
- Akademische Ruderverbindung „Borussia“ Köln (1921)
- Akademische Ruderverbindung Danzig (1904)
- Akademische Ruderverbindung „Alania“ Königsberg Preußen (1901)
- Akademische Ruderverbindung „Markomannia“ Leipzig (1903)

### Nationalsozialistische Diktatur (1933–1945)
Nach der Machtergreifung der Nationalsozialisten im Jahre 1933 zerfiel der ARB nach und nach. 1934 hat sich der ARB stillschweigend suspendiert, anstatt in den NS-Studentenbund eingegliedert zu werden.

### Besatzungszeit und Bonner Republik (1945–1990)
Etwa 1945 wurde die Idee des ARB erneut aufgegriffen, vor allem durch den seit 1906 bestehenden ARB-Stammtisch Rheinland-Westfalen in Essen.
Aufgrund einer Sitzung am 24. Februar 1951 in Essen wurde dann der ARC Rhenus veranlasst, noch im Jahre 1951 eine Gründungsversammlung einzuberufen. Im Jahre 1951 konnte der ARB in Hannover neugegründet werden. Der ARB fand allerdings nach dem Zweiten Weltkrieg nicht mehr zu alter Größe zurück, was vor allem daran liegt, dass die meisten der ehemaligen Ruderverbindungen sich nicht als Verbindung rekonstituierten, sondern zu bürgerlichen Rudervereinen wurden. So waren die in der Satzung vom 1. Januar 1957 gelisteten Mitglieder nurmehr:
- Akademischer Ruderclub Rhenus Bonn (1890)
- ARV „Westfalen“ Münster (1891)
- ARC zu Münster (1960)
- ARC zu Berlin (1949) (vereinigte ARV Berlin-Grünau (1891), ARC zu Berlin (1895))
- Akademischer Ruderverein Kiel (1897) (wurde am 9. Dezember 1951 ARB Mitglied)
- ARV „Angaria“ Hannover (1902)
- ARV „Borussia“ Köln (1921)
- Akademische Ruderschaft Bochum (1966)
- ARV „Rheno-Franconia“ Frankfurt (1919)
- ARV „Alania“ zu Hamburg (1958) (vereinigte ARV „Alania“ Königsberg Pr. (1901), ARV Danzig (1904), ARC Hamburg (1920))

Die letzte offizielle Vertretung des Bundes konstituierte sich 1971. In den Jahren seit 1971 gab es auch immer wieder Bemühungen den ARB über persönliche Freundschaften hinaus wiederzubeleben.

### Berliner Republik (1990–heute)
Der ARB existiert zwar nur noch de jure, lebt aber dennoch aufgrund der Bekanntschaften und der gemeinsamen Geschichte weiter. Vor allem persönliche Freundschaften prägen den Austausch der Mitgliedsbünde untereinander. Mit manchmal längeren, manchmal kürzeren Unterbrechungen lebt noch heute die Tradition von gemeinsamen ARB-Wanderfahrten in den einzelnen Sommersemestern auf.

## Gegenwart
Es gibt heutzutage wenige aktive Ruderverbindungen des ARB, da die meisten zu bürgerlichen Vereinen geworden sind, oder keine Aktivitas mehr besitzen. Die Mitgliedsbünde, welche noch als Verbindung auftreten und eine Aktivitas haben, sind: der ARC Rhenus Bonn (1890), die ARV „Westfalen“ Münster (1891), sowie die ARV „Alania“ zu Hamburg. Die ARV „Alania“ zu Hamburg ist 1958 von der ARV „Alania“ Königsberg Pr. (1901) und der ARV Danzig (1904) und dem Academischen Ruderclub Hamburg (1920) gegründet worden. Der ARC zu Berlin (gegründet 1891) sowie die Rudergemeinschaft ARV Angaria Hannover (1886) sind heute gemeinnützige Vereine. Die Mitgliedschaft der Rudergemeinschaft Angaria ruhte seit 1977 und ist inzwischen ihrerseits für beendet erklärt worden. Ein Mitgliedsbund ohne Aktivitas oder in einer Phase der Orientierung, ob er nun bürgerlich oder korporiert auftreten möchte, ist zurzeit (2009) die ARV Rheno-Franconia Frankfurt (1919).
Der einzige Mitgliedsbund, der von den damaligen Verbindungen Farben trägt und das Schlagen nicht untersagt, ist die ARV „Westfalen“ Münster. Frauen als vollwertige Mitglieder werden von allen Bünden mit Ausnahme der ARV „Westfalen“ Münster und der ARV „Alania“ zu Hamburg aufgenommen.
Den Unterschieden zum Trotz regt sich nach einigen ruhigen Jahren insgesamt wieder Leben. Es finden Treffen für den kulturellen, sportlichen und geistigen Austausch statt: Gemeinsame ARB-Ruderwanderfahrten, Mitglieder der Bünde pflegen den Besuch zu Veranstaltungen oder Reisen in die jeweiligen Hochschulorte. Im Sommersemester 2013 veranstaltete die ARV Westfalen in Münster zum ersten Mal wieder ein ARB Wochenende mit dem Ziel, hiermit ein jährliches Treffen der ARB Bünde anzustoßen. 2014 fand die Veranstaltung beim ARC Rhenus Bonn statt. Es folgten die Jahre 2016 beim ARC/ARV Berlin, 2017 ARC Rhenus Bonn, 2018 ARV „Westfalen“ Münster, 2019 ARV „Alania“ zu Hamburg.

### Derzeitige Mitgliedsbünde
- ARV „Westfalen“ Münster (1891)
- ARV „Alania“ zu Hamburg (1958) (vereinigte ARV „Alania“ Königsberg i. Pr. (1901), ARV Danzig (1904), ARC Hamburg (1920))
- Akademischer Ruderclub Rhenus Bonn (1890)
- ARV Kiel (1897)
- ARC zu Berlin (1949) (vereinigte ARV zu Berlin-Grünau (1891), ARC Berlin (1895))
- RV „Rheno-Franconia“ Frankfurt (1919)